# Ernst Krüger (Produzent)
Ernst Krüger (* 25. März 1898 in Graudenz; † 19. Februar 1995 in Wiesbaden) war ein deutscher Filmproduzent und Verbandsfunktionär der FSK.

## Leben und Wirken
Der gebürtige Westpreuße und Anwaltssohn Ernst R. Krüger hatte nach dem Besuch des Gymnasiums im heimatlichen Graudenz die Marineschule in Mürwik (einem bekannten Stadtteil von Flensburg) besucht. Anschließend, von 1915 bis 1919, diente er als aktiver Seeoffizier und studierte bis 1924 (Promotion) in Berlin Politische Wissenschaften.
Ehe er 1932 von der Filmfirma UFA eingestellt wurde, arbeitete Dr. Krüger in verschiedenen Funktionen bei der Deutschen Bank in Berlin, dem zum Hugenberg-Imperium gehörenden Nachrichtendienst Telegraphen-Union, dem Hugo-Stinnes-Konzern, der Telefunken GmbH sowie beim Deutschen Gewerbehaus. Von 1926 bis 1928 hielt er sich beruflich in der Türkei auf.
Im Winter 1933/34 begann Krüger seine praktische Filmtätigkeit als Produktionsassistent bei Karl Hartls Science-Fiction-Klassiker Gold mit Hans Albers, im Jahr darauf gründete er mit der Herstellungsgruppe Krüger-Ulrich seine eigene Produktionseinheit. Bis 1938 produzierte Ernst Krüger gemeinsam mit seinem Partner Hans-Herbert Ulrich für die unterschiedlichsten Gesellschaften eine Fülle von Unterhaltungsfilmen ohne größeren Tiefgang. Nach seiner Herstellungsleitung zu dem Terra-Abenteuerfilm Brand im Ozean ließ er sich bei Kriegsausbruch 1939 reaktivieren und diente die gesamte Kriegsdauer als Korvettenkapitän der Reserve.
Krügers Rückkehr ins Zivilleben fand im Jahre 1946 statt, als er für drei Jahre als stellvertretender Intendant an die Städtischen Bühnen von Flensburg berufen wurde. Mit Gründung der Bundesrepublik Deutschland (1949) trat Ernst Krüger in den Dienst der soeben gegründeten Freiwilligen Selbstkontrolle der Filmwirtschaft, kurz FSK genannt. Krüger machte dort rasch Karriere: 1954 wurde er Vorsitzender des Arbeitsausschusses und 1960 Leiter der FSK.
1970/71 suchte Krüger Ministerien, Parlamente und Behörden und sogar Bundespräsident Gustav Heinemann auf, um ein Wegfallen des Verbots von Pornografie im Zuge der Sexwelle zu verhindern. Dabei zeigte er stets drei separate Schnittrollen, eine mit Gewalt- und zwei mit Sexszenen, die, wie er ausführte, auf Anweisung des FSK geschnitten worden und nicht in bundesdeutschen Kinos gelaufen waren. Er erreichte schließlich die Zusage des Vorsitzenden des entscheidenden Strafrechtsreformsonderausschusses Adolf Müller-Emmert, dass nicht nur die FSK unbedingt erhaltungswürdig sei, sondern auch dass bei den Beratungen des Paragrafen 184 entgegen dem Regierungsentwurf öffentliche Pornofilmvorstellungen weiterhin verboten bleiben sollten.
1979 wurde Krüger Vorsitzender des FSK-Berufungsausschusses. Erst 1986 schied er, 88-jährig, aus der FSK aus. Seine prominenten Funktionärsposten brachten ihm im In- und Ausland Anerkennung ein. So saß Krüger beispielsweise 1962 in der Jury der Internationalen Filmfestspiele von Cannes, 1976 erhielt der Träger des Großen Bundesverdienstkreuzes (1959) das Filmband in Gold für seine langjährigen Verdienste um das deutsche Filmwesen.
Krüger hat sich in seiner Freizeit mit Zeichnen und Malen (Buchveröffentlichung Freude am Zeichnen) beschäftigt. 1967 konnte man seine Werke in seiner Wahlheimat Wiesbaden im Rahmen einer Ausstellung begutachten.

## Filme (als Produktions- oder Herstellungsleiter)
- 1935: Stützen der Gesellschaft
- 1935: Der Klosterjäger
- 1936: Schloß Vogelöd
- 1936: Ein seltsamer Gast
- 1936: Flitterwochen
- 1936: Die Stunde der Versuchung
- 1936: Standschütze Bruggler
- 1936: Männer vor der Ehe
- 1936: Annemarie
- 1936: Die Kreutzersonate
- 1936: Das schöne Fräulein Schragg
- 1937: Das Schweigen im Walde
- 1937: Das Geheimnis um Betty Bonn
- 1937: Zwei mal zwei im Himmelbett
- 1937: Gewitter im Mai
- 1937: Zwischen den Eltern
- 1938: Dreiklang
- 1938: Kautschuk
- 1939: Brand im Ozean